# Países Bajos en los Juegos Olímpicos de Río de Janeiro 2016
Los Países Bajos estuvieron representados en los Juegos Olímpicos de Río de Janeiro 2016 por un total de 242 deportistas que compitieron en 21 deportes. Responsable del equipo olímpico es el Comité Olímpico Neerlandés, así como las federaciones deportivas nacionales de cada deporte con participación.
El portador de la bandera en la ceremonia de apertura fue el jinete Jeroen Dubbeldam.

## Medallistas
El equipo olímpico de los Países Bajos obtuvo las siguientes medallas:
| Nombre | Deporte             | Competición                 |
| --- | ------------------- | --------------------------- |
| Oro |                     |                             |
| Elis Ligtlee | Ciclismo en pista   | Keirin F                    |
| Anna van der Breggen | Ciclismo en ruta    | Ruta F                      |
| Sanne Wevers | Gimnasia artística  | Barra de equilibrio F       |
| Sharon van Rouwendaal | Natación            | 10 km F                     |
| Ferry Weertman | Natación            | 10 km M                     |
| Ilse Paulis Maaike Head | Remo                | Doble scull ligero (LW2X) F |
| Dorian van Rijsselberghe | Vela                | RS:X M                      |
| Marit Bouwmeester | Vela                | Laser Radial F              |
| Plata |                     |                             |
| Dafne Schippers | Atletismo           | 200 m F                     |
| Nouchka Fontijn | Boxeo               | Medio (69-75 kg) F          |
| Jelle van Gorkom | Ciclismo BMX        | Individual M                |
| Matthijs Büchli | Ciclismo en pista   | Keirin M                    |
| Tom Dumoulin | Ciclismo en ruta    | Contrarreloj M              |
| Equipo | Hockey sobre hierba | Torneo F                    |
| Chantal Achterberg Nicole Beukers Inge Janssen Carline Bouw                                                                                 | Remo                | Cuatro scull (W4X) F        |
| Bronce |                     |                             |
| Anna van der Breggen | Ciclismo en ruta    | Contrarreloj F              |
| Anicka van Emden | Judo                | –63 kg F                    |
| Dirk Uittenbogaard Boaz Meylink Kaj Hendriks Boudewijn Röell Olivier Siegelaar Tone Wieten Mechiel Versluis Robert Lücken Peter Wiersum (t) | Remo                | Ocho con timonel (M8+) M    |
| Alexander Brouwer Robert Meeuwsen | Vóley playa         | Torneo M                    |